# Apollonis de Cyzique
Pour les articles homonymes, voir Apollonis et Cyzique.
Apollonis de Cyzique est l'épouse d'Attale Ier, et mère d’Eumène II, d’Attale II, de Philetaeros et d’Athenaeos. Elle est reine (en grec ancien : βασίλισσα) de Pergame.

## Sources antiques
Trois sources antiques connues parlent de cette reine.

### Épigraphie de Téos
Un large bloc de marbre a été découvert près du forum de Téos et copié en 1836 puis en 1843/1844. La pierre n'a pas été retrouvée depuis le milieu du XIXe siècle. Dans cette épigraphie, les Téiens organisent le culte rendu à la reine après sa mort. Elle a aussi un jour de fête qui lui est dédié.
Dans ce culte, Apollonis est associée à la déesse Aphrodite. Cette déesse est souvent considérée comme la déesse de la maternité. Ce sont donc les traits maternels de la reine qui sont soulignés. Aphrodite est la protectrice des humains et la reine Apollonis est bienveillante avec ses sujets.
Le culte et le sacerdoce exercé par la prêtresse est conjointement pour Apollonis et Stratonice Ire, épouse d'Antiochos Ier.

### Décret de Hiérapolis
Ce décret de Hiérapolis, écrit entre 167 et 159 av. J.-C., est connu sous le code OGIS 308.
Apollonis est nommée « βασίλισσα [Ἀπ]ολλωνὶς Εὐσεβής », traduit par « la reine Apollonis la pieuse ». Pieuse envers les dieux, Apollonis fait preuve de révérence envers ses parents (ses ancêtres au sens large). Cette reine a de très bonnes relations avec ses enfants et aussi avec Stratonice IV, l'épouse de son fils aîné.

### Histoiresde Polybe
C'est dans le livre XXII au chapitre 20, phrases 1 à 8 des Histoires de Polybe qu'Apollonis est citée. En 183 av. J.-C., Flamininus mène un arbitrage entre Eumène II et Prusias II quant au morceau de Mysie qu'ils se disputent. L'arbitrage est en faveur d'Eumène II, roi de Pergame.
Attale (le futur Attale II) lui accorde de l'attention et les honneurs à Cyzique lorsqu'il se trouve dans cette cité avec son frère, sûrement Athénaïos. « Polybe rapporte qu'au cours d'un séjour à Cyzique, ils la placèrent entre eux deux, et la tenant chacun par une main, parcoururent les sanctuaires de la ville en grand cortège ».